# Роскошненский сельский совет (Джанкойский район)
Роскошненский сельский совет (укр. Розкішненська сільська рада, крымскотат. Seyit Bolat  köy şurası) — согласно законодательству Украины — административно-территориальная единица в Джанкойском районе Автономной Республики Крым, расположенная в южной части Джанкойского района, в степной зоне полуострова, у стыка границ с Красногвардейским и Первомайским районами. Население по переписи 2001 года — 1526 человек, площадь — 59 км².
К 2014 году сельсовет состоял из 2 сёл:
- Роскошное
- Зерновое

## История
Образован сельсовет был в 1954 году. На 15 июня 1960 года в составе сельсовета числились населённые пункты:
| - Зерновое - Крымка - Отары | - Ремонтное - Роскошное - Стальное | - Яркий - Ястребцы |

К 1 января 1968 года были упразднены Отары и Стальное, в 1975 году Роскошненский сельсовет был включён в Ярковский. С 12 февраля 1991 года сельсовет в восстановленной Крымской АССР, 26 февраля 1992 года переименованной в Автономную Республику Крым. В том же, 1992 году, Роскошненский сельсовет вновь восстановлен уже в современном составе. С 21 марта 2014 года в составе Крыма аннексирован Россией. Законом «Об установлении границ муниципальных образований и статусе муниципальных образований в Республике Крым» от 4 июня 2014 года территория административной единицы была объявлена муниципальным образованием со статусом сельского поселения.